# Mentiroso (juego de naipes)
El mentiroso (en España) o desconfío (en Argentina, Uruguay y Canarias) es un juego de naipes. 
Se trata de un juego de baraja española de 40 cartas, si bien hay múltiples versiones, se suele jugar con dos hasta cinco jugadores. Se juegan tantas manos o juegos parciales como sea necesario hasta que uno de los jugadores alcance el número de manos ganadoras que se haya pactado al iniciar la partida. Los comodines siempre son válidos para dejar en el centro; sin embargo, es posible utilizarlos para formar los grupos de 4 cartas del mismo número a la hora de descartarse cuando un jugador se ve obligado a recoger las cartas del centro, por lo que se mantienen en juego hasta el final de cada mano.

## Instrucciones
Para jugar al juego, se reparte de una en una toda la baraja por igual a todos los jugadores, ocultando cada uno las cartas a sus adversarios. Estos deben intentar deshacerse cuanto antes de todas las cartas que tienen en su poder.
El jugador que inicia la partida deposita boca abajo una, dos o tres cartas y dice en voz alta una combinación de cartas (todas del mismo número), y que será la jugada que afirma haber lanzado (por ejemplo, 1 dos, 2 caballos, 3 reyes, etc.).
Si el siguiente jugador (el que esté situado inmediatamente a su derecha), le cree, deberá continuar depositando una o varias cartas en la mesa, coincidiendo en el número de la baraja, pero no necesariamente en el número de cartas depositadas, diciendo explícitamente cuántas son las cartas que deposita (por ejemplo, «otro caballo más», u «otros dos»).
Por el contrario, si un jugador, sea cual sea (no importa su turno), desconfía de las cartas  y decide comprobar la veracidad de estas, deberá decirlo (normalmente con la apelación: ¡mentiroso!) y levantar las cartas del jugador. Si fuera cierta la jugada, el incrédulo se llevará todas las cartas del montón. Si por el contrario el incrédulo hubiera acertado en su apreciación, el jugador precedente recogerá todas las cartas del montón.
Comenzará a echar cartas nuevamente, las cuales no podrán ser del mismo palo que antes, el jugador que se llevó las cartas en la baza anterior empieza.
Gana el jugador que se deshaga lo antes posible de sus cartas.
Una vez el jugador se quede sin cartas los otros jugadores no podrán desconfiarla.
Cada jugador debe mostrar las cartas restantes en caso de ser solicitado por otro jugador.

## Variantes
- Siempre se deposita de a una carta (Uruguay y Argentina).
- Se juega por palo y no por número (Uruguay y Argentina).
- Cuando un jugador acumula los cuatro palos de un mismo número, puede retirar esas cartas del juego (mostrándolas a los demás jugadores) (descarte opcional) (preferida en España).
- Si el primer jugador lo prefiere, puede optar por poner la primera carta boca arriba (pero los siguientes no podrán hacerlo). De esta forma se evitan partidas interminables que se producen en ciertas ocasiones cuando se desconfía al inicio.

- Si se miente y se pone un as como la carta superior (la que primero se levanta para comprobar) y una persona desconfía, el que desconfía se lleva el montón entero, pues el as actúa como comodín.